# Heimat- und Tabakmuseum Elsenz

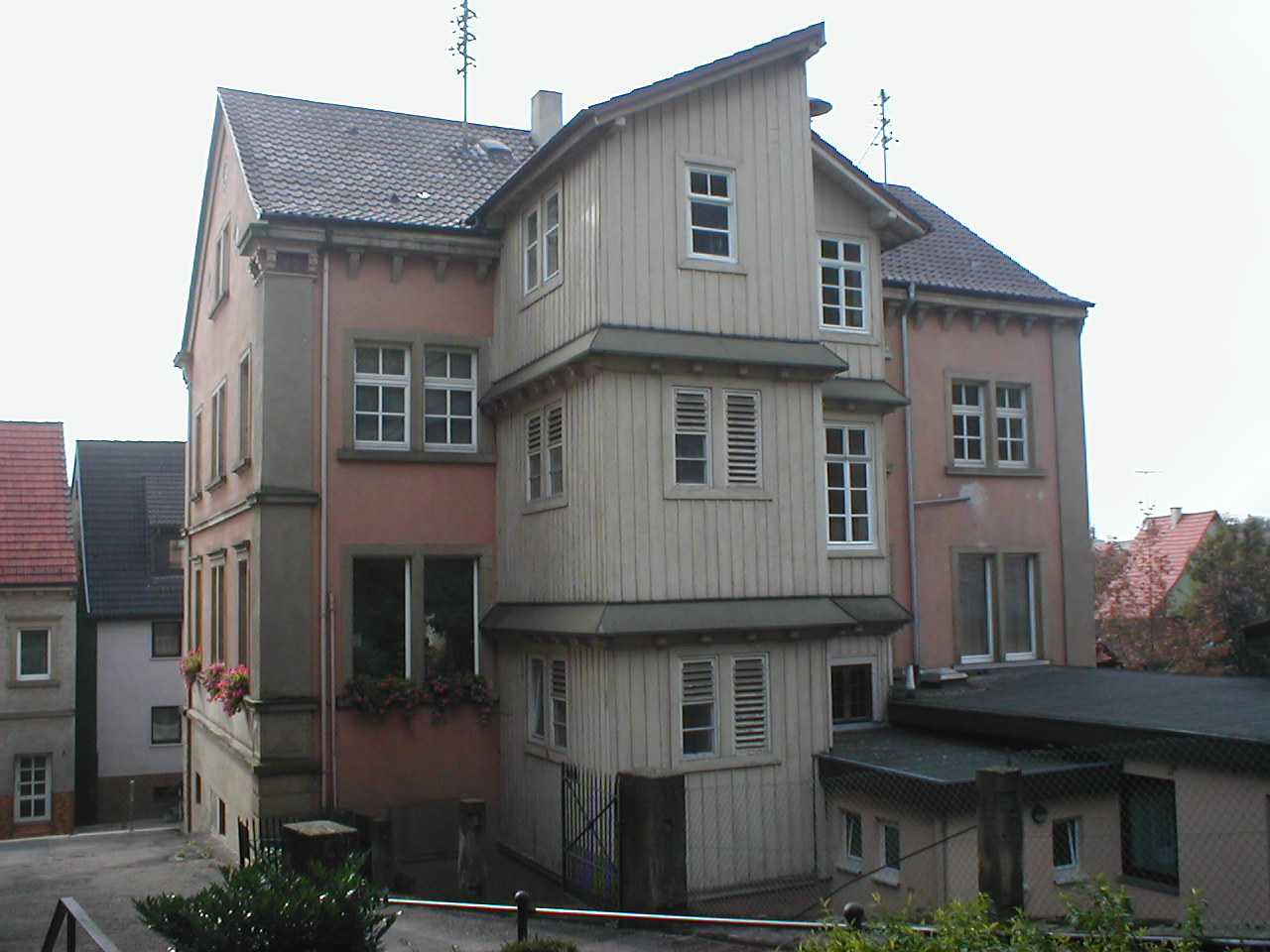
Heimat- und Tabakmuseum im ehemaligen Rathaus in Elsenz, rückseitige Ansicht

Das Heimat- und Tabakmuseum im ehemaligen Rathaus in Elsenz, einem Stadtteil der Stadt Eppingen im Landkreis Heilbronn in Baden-Württemberg, ist ein kleines Museum zur Geschichte des Tabakanbaus im Kraichgau.
Im ehemaligen Rathaus, einem klassizistischen Bau aus dem Jahr 1873, befindet sich das Museum, das über den heimischen Anbau von Tabak informiert. Es wird die jahrhundertelange Geschichte dieser von den Hugenotten in den Kraichgau gebrachten Sonderkultur dargestellt. Ebenso werden die Arbeitsvorgänge vom Säen bis zum vollendeten Rauchgenuss gezeigt.
Gleichzeitig wird der Tabakanbau mit der Darstellung der Geschichte des Ortes Elsenz verknüpft, wo heute noch Tabak angepflanzt wird.